# Tetramorium densopilosum
Tetramorium densopilosum är en myrart som beskrevs av Alexander G. Radchenko och Arakelian 1990. Tetramorium densopilosum ingår i släktet Tetramorium och familjen myror. Inga underarter finns listade i Catalogue of Life.